# Lynne Cheney
Lynne Ann Vincent Cheney (født 14. august 1941 i Casper, Wyoming) er en amerikansk forfatterinde, som er gift med den amerikanske vicepræsident Richard B. Cheney. De mødte hinanden i "high school" og blev gift i 1964.
Lynne Cheney har bl.a. danske forfædre. Et sæt oldeforældre på fædrene side (Niels Peter Madsen og Sarah Albertine Bolander) er født i Danmark, blev sidenhen mormoner og emigrerede til Salt Lake City, Utah.